# Tom Grennan
Tom Bevin Grennan (Bedford, 8 giugno 1995) è un cantante britannico.

## Biografia
Prima di avviare una carriera musicale, Grennan era intenzionato a diventare calciatore: infatti militò per il Luton Town per diverso tempo, passando poi al Northampton Town e all'Aston Villa.
A partire dal 2014, mentre frequentava l'università, Grennan iniziò ad esibirsi per strada e nei locali, incoraggiato dai suoi amici dopo averlo sentito cantare Seaside dei The Kooks ad una festa. In un pub venne notato da un talent scout della Insanity Records, il quale gli ha offerto un contratto. Ha esordito nel 2016 con il singolo Something in the Water, che ha anticipato l'EP omonimo. In seguito ha partecipato in diverse trasmissioni radiofoniche e televisive come Live Lounge e Later... with Jools Holland, per poi apparire come guest star nel video di Charli XCX Boys. Nel 2017 prende parte al singolo di beneficenza Bridge over Troubled Water, promosso da Simon Cowell come sostegno economico per i familiari delle vittime dell'incendio della Grenfell Tower, che riesce ad arrivare al primo posto della Official Singles Chart britannica.
Il 6 luglio 2018 ha messo in commercio il suo primo album Lighting Matches, posizionatosi al numero 5 nella classifica britannica degli album e certificato in seguito disco d'oro per le 100 000 copie vendute. Nel marzo 2021 ha pubblicato il suo secondo album Evering Road, a cui farà seguito un tour promozionale previsto fra gli ultimi mesi del 2021 e i primi del 2022. L'album debutta al vertice della classifica britannica con 17 322 unità, regalando al cantante la sua prima numero uno in madrepatria. Evering Road ha generato i singoli Little Bit of Love e Let's Go Home Together, quest'ultimo in collaborazione con Ella Henderson, entrambi in grado di raggiungere la top ten della classifica britannica. A giugno ha collaborato con Calvin Harris nel singolo di successo By Your Side, con il quale ha raggiunto la seconda posizione delle classifiche in El Salvador e la top ten in madrepatria.

## Discografia

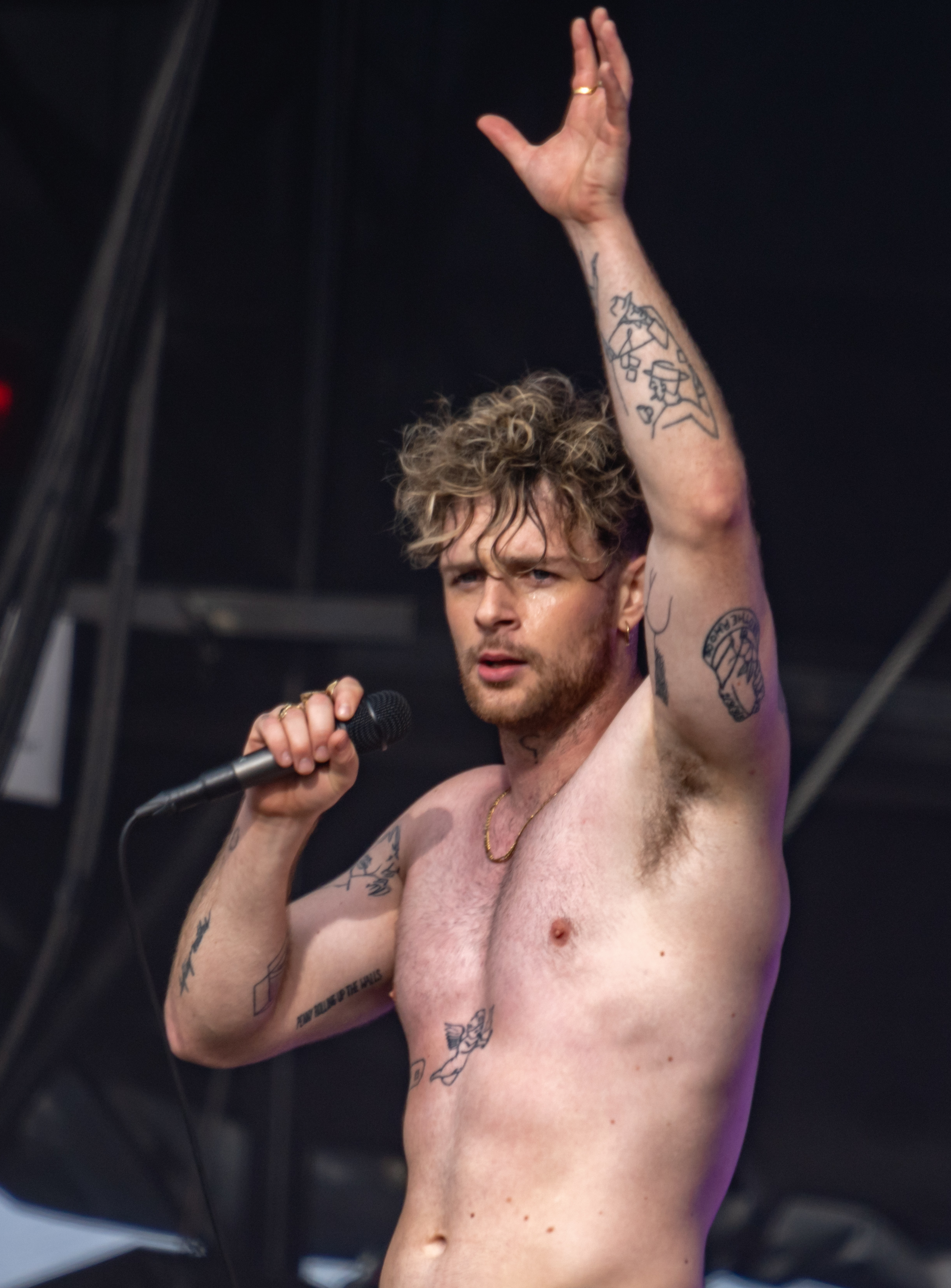
Tom Grennan si esibisce nell'agosto 2021.

### Album in studio
- 2018 – Lighting Matches
- 2021 – Evering Road
- 2023 – What Ifs & Maybes

### Extended play
- 2016 – Something in the Water
- 2017 – Release the Brakes
- 2017 – Found What I've Been Looking For

### Singoli

#### Come artista principale
- 2016 – Something in the Water
- 2017 – Praying
- 2017 – Found What I've Been Looking For
- 2017 – Royal Highness
- 2018 – I Might
- 2018 – Wishing on a Star
- 2018 – Sober
- 2018 – Barbed Wire
- 2018 – Run in the Rain
- 2020 – This Is the Place
- 2020 – Oh Please
- 2020 – Amen
- 2021 – Little Bit of Love
- 2021 – Let's Go Home Together (con Ella Henderson)
- 2021 – Don't Break the Heart
- 2022 – Remind Me
- 2022 – All These Nights
- 2022 – Not Over Yet (con KSI)

#### Come artista ospite
- 2021 – By Your Side (Calvin Harris feat. Tom Grennan)